# Bernhard Heiliger

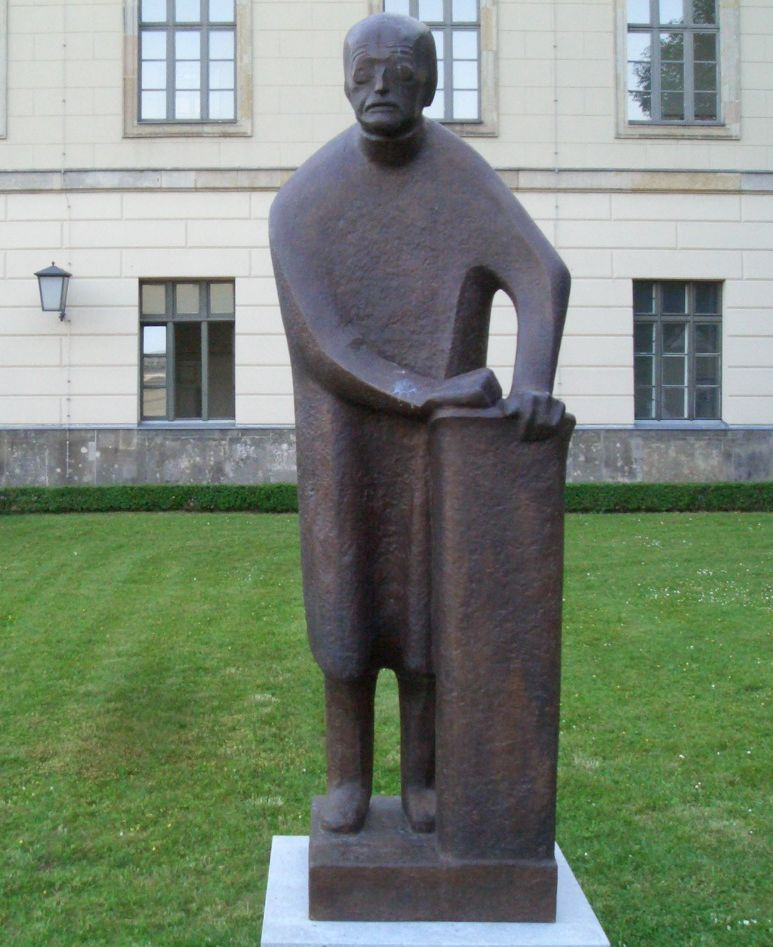
Pomnik Maxa Plancka (1948/1949, Berlin)

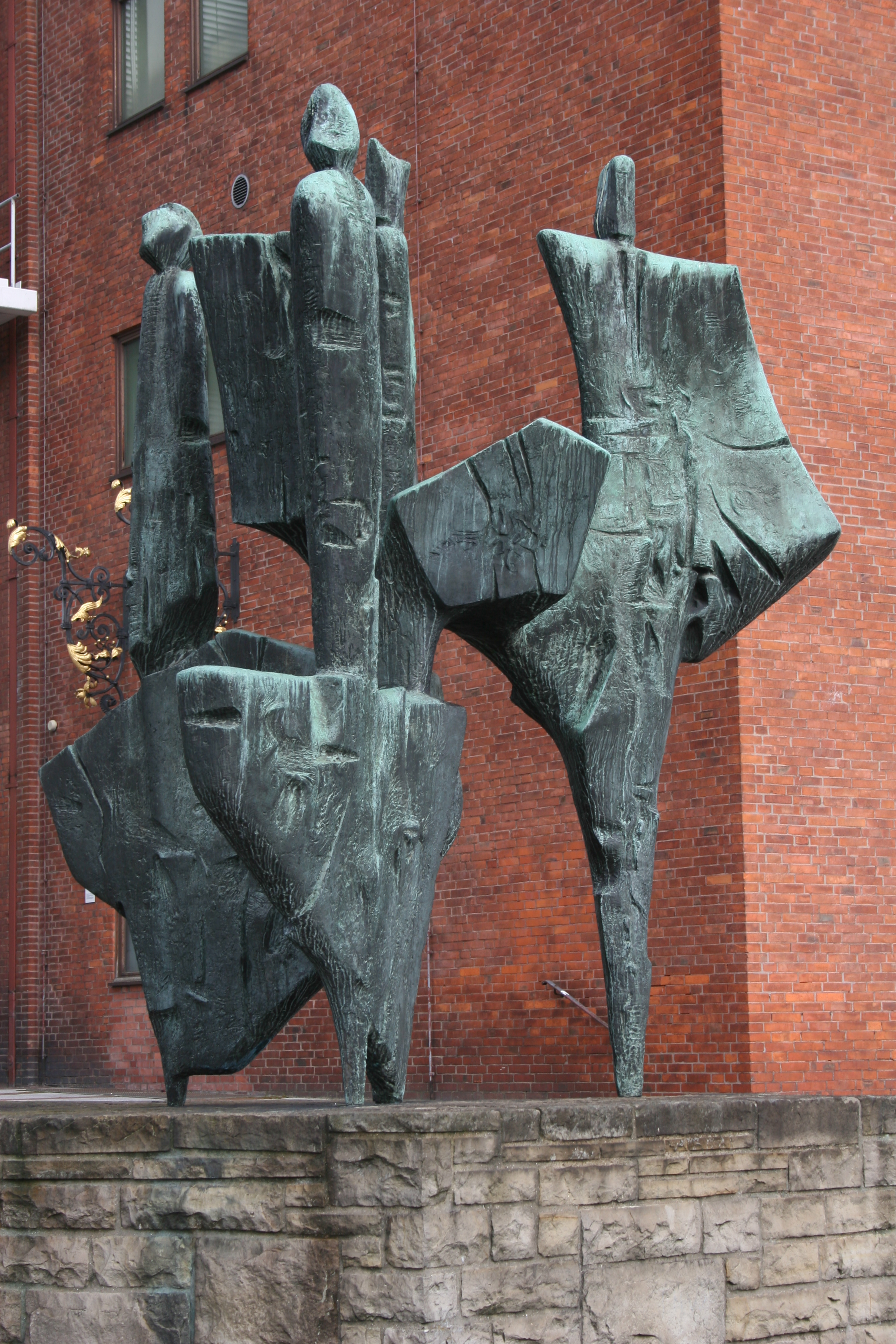
Pięć kontynentów (1961, Kilonia)

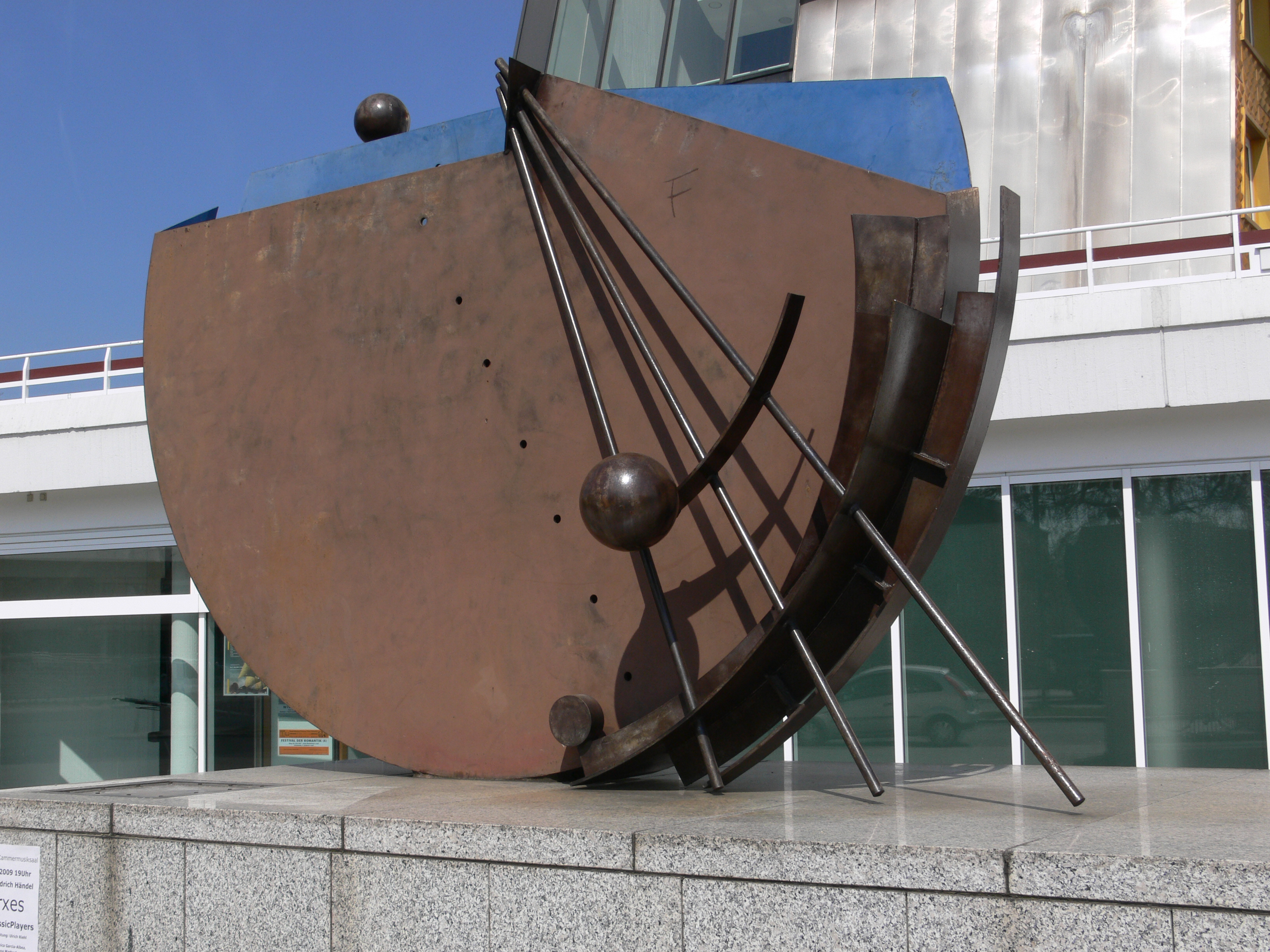
Echo I (1987, Berlin)

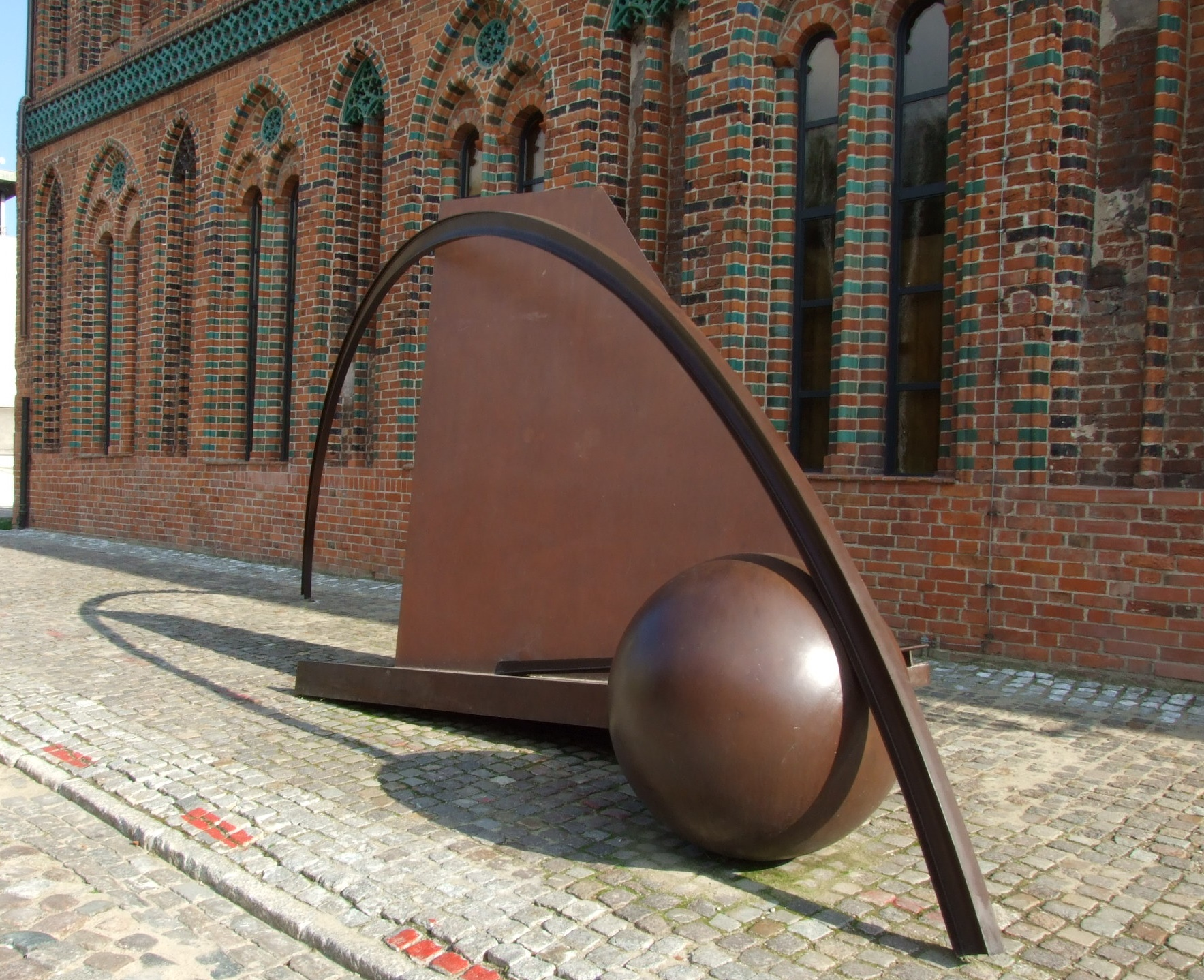
Wielki łuk (1991, Szczecin)

Bernhard Ernst Johannes Heiliger (ur. 11 lub 15 listopada 1915 w Szczecinie, zm. 25 października 1995 w Berlinie) – niemiecki rzeźbiarz, malarz i rysownik, wykładowca w Berlińskiej Akademii Sztuki. Z żoną, rzeźbiarką Ruth Marią Linde-Heiliger (małżeństwem byli w latach 1938-53), miał trójkę dzieci: socjolożkę-feministkę Anitę Heiliger i projektanta Stefana Heiligera oraz córkę Juttę Heiliger-Wagner.

## Życiorys

### Dzieciństwo i młodość
Był synem Hermanna Heiligera i Anny Heleny Heiliger de domo Gensen, mieszkających od roku 1912 w Szczecinie. Ojciec był zamożnym właścicielem sklepu z artykułami tekstylnymi. Rodzina mieszkała w eleganckim, dużym mieszkaniu przy dzisiejszej ulicy Swarożyca 11, w pobliżu Wałów Chrobrego (wówczas niem. Hakenterrasse – Taras Hakena). Bernhard był czwartym dzieckiem Heiligerów (miał trzy starsze siostry). Rodzina znalazła się w trudnej sytuacji finansowej w czasie kryzysu po I wojnie światowej – była m.in. zmuszona do przeprowadzki do mniej kosztownego mieszkania.
Bernhard Heiliger w Szczecinie spędził dzieciństwo i młodość. Uczęszczał do szkoły przy dzisiejszej ul. Unisławy (do rozwijania zdolności plastycznych skłonił go prawdopodobnie nauczyciel rysunku). W latach 1930–1936 uczył się rzeźbiarstwa, początkowo w zakładzie kamieniarskim, a następnie w Werkschule für Gestaltende Arbeiten ((pol.) Szkole Rzemiosł Przemysłowych; obecnie zespół szkół przy pl. Kilińskiego). Był uczniem Kurta Schwerdtfegera, absolwenta Bauhausu i Waltera Riezlera, ówczesnego dyrektora szczecińskiego muzeum. W tym okresie powstały dwa jego zachowane rysunki pt. Zagroda pomorska (1931) i Łodzie rybackie (1937). W roku 1937 muzeum zakupiło jego rzeźbę, nazwaną Wiążąca snopki (sztuczny kamień; eksponowana na wystawie w roku 1938, później zaginiona); otrzymał też stypendium, umożliwiające podjęcie studiów.

### Studia i II wojna światowa
W roku 1938 wyjechał na studia do Berlina. Studiował z Arno Brekerem w Vereinigte Staatsschulen für freie und angewandte Kunst (1938–1941), m.in. u Richarda Scheibe). Wiosną 1939 roku przebywał w Paryżu, gdzie kontaktował się ze znanymi nowoczesnymi rzeźbiarzami (m.in. Aristide Maillol, Charles Despiau).
W 1941 roku został skierowany na front wschodni. W zimie 1942 roku otrzymał urlop, a w kwietniu następnego roku – odroczenie służby wojskowej, dzięki staraniom Arno Brekera, bardzo cenionego przez Adolfa Hitlera. Pracował w warsztacie Brekera we Wriezen. Po otrzymaniu ponownego powołania (we wrześniu 1944) uciekł do północnych Niemiec, gdzie przebywał do końca wojny.

### Okres powojenny
W listopadzie 1945 roku wrócił do Berlina i rozpoczął samodzielną pracę artystyczną. Pierwsze wystawy jego prac odbyły się w roku 1946 w Privathaus von Karl Buchholz i Galerie Rosen. Wkrótce potem rozpoczął pracę dydaktyczną w Hochschule für Angewandte Kunst w Berlinie-Weißensee. W roku 1948 jego prace stały się powszechnie znane – odbyła się indywidualna wystawa w Galerie Bremer i wygrał konkurs na pomnik Maxa Plancka (ustawiony na terenie Uniwersytetu Humboldta). Od stycznia  r. do końca życia pracował w swoim atelier w Berlin-Dahlem, a od grudnia tego roku do 1986 r. pracował też w Staatliche Hochschule für Bildende Künste w Berlin-Charlottenburg (Berlińska Akademia Sztuki). 
Jego dzieła były prezentowane na wielu światowych wystawach sztuki, gdzie zdobywał nagrody, i znajdują się w najważniejszych światowych kolekcjach. Był członkiem stowarzyszeń artystycznych, m.in. Niemieckiej Rady Sztuki, członkiem honorowym Niemieckiego Związku Artystów, Accademia delle Arti del Disegno. W roku 1996 utworzył fundację Bernhard Heiliger Stiftung, która m.in. wspiera stypendiami młodych artystów-rzeźbiarzy, wyłanianych w trybie konkursu, oraz przyznaje nagrody.

## Twórczość
Początkowo tworzył przede wszystkim rzeźby figuralne (cykle postacie i głów portretowych). Rzeźbą abstrakcyjną zainteresował się w połowie XX w. pod wpływem Henry'ego Moore'a. Stosował rozmaite techniki i materiały rzeźbiarskie, np. odlewy cementowe, brązy, stal, aluminium. W swoich monumentalnych rzeźbach otwartych często starał przedstawić dynamikę i zjawiska przezwyciężania siły ciążenia i przenikania się przestrzeni; jako przykłady są podawane rzeźby Płomień i Kosmos 70 – kompozycja elementów swobodnie zawieszonych w przestrzeni. Poza rzeźbą tworzył cenione rysunki, kolaże i asamblaże. Opisy dzieł są m.in. gromadzone w Niemieckiej Bibliotece Narodowej.

### Dzieła (wybór)
Spośród monumentalnych rzeźb wymieniane są m.in.:
- The unknown political prisoner (1952, Tate Gallery),
- Figuren-baum (1958, Wystawa Światowa),
- Panta rhei (1961, ambasada Niemiec w Paryżu),
- Płomień (1962/1963, Ernst Reuter Platz w Berlinie),
- Kosmos 70 (siedziba Reichstagu w Berlinie),
- Echo (1980, zespół rzeźb dla Filharmonii Berlińskiej),
- Oko Nemesis (1980, Berlin, Kurfürstendamm).

Bernhard Heiliger wykonywał również reliefy na ścianach budynków, np. dla Domu Mieszczańskiego w Bremie. W Szczecinie znajduje się rzeźba Wielki łuk z roku 1991, ustawiona przy Ratuszu Staromiejskim.

### Kolekcje
Prace Bernharda Heiligera znajdują się w najważniejszych światowych kolekcjach, w tym w:
- Museum of Modern Art,
- Muzeum Guggenheima w Nowym Jorku,
- Tate Britain,
- Staatliche Museen Preußischer Kulturbesitz,
- National Galerie, Berlin
- Kunstmuseum, Bonn,
- Staatsgalerie, Stuttgart,
- Germanisches Nationalmuseum, Norymberga,
- Królewskie Muzea Sztuk Pięknych, Bruksela,
- Koninklijk Museum voor Schone Kunsten, Antwerpia
- Muzeum Izraela, Jerozolima,
- Hakone Open Air Museum, Tokio.